# 유케이 필드
유케이 필드(Yurcak Field)는 미국의 축구전용경기장이다. 뉴저지주 피스캐터웨이에 위치하고 있으며 NWSL 스카이 블루 FC의 홈경기장이다.